# Eugen Strähl
Eugen Strähl (ur. 2 maja 1944 roku w St. Gallen) – szwajcarski kierowca wyścigowy.

## Kariera
Strähl rozpoczął karierę w międzynarodowych wyścigach samochodowych w 1975 roku od startu w klasie GT Ser. 24-godzinnego wyścigu Le Mans, gdzie odniósł zwycięstwo w klasie, a w klasyfikacji generalnej był dziesiąty. W latach 1977, 1979 w klasie S 2.0 plasował się odpowiednio na czwartej i drugiej pozycji. W późniejszych latach Szwajcar pojawiał się także w stawce Europejskiej Formuły 2 oraz XXXIX Gran Premio dell'Autodromo di Monza.
W Europejskiej Formule 2 Szwajcar startował w latach 1979-1980 ze szwajcarską ekipą Lista Racing, jednak nie zdobywał punktów.